# Ana Paula Araújo
Pour les articles homonymes, voir Araújo (homonymie).
Ana Paula Araújo, née le 15 avril 1972 à Rio de Janeiro, est une journaliste brésilienne. Elle présente, sur le réseau de télévision brésilien Globo, la matinale Bonjour Brésil et l'édition de fin de semaine de Jornal Nacional, le journal national du soir présenté devant RJTV.